# Girolamo Sangervasio
Girolamo Sangervasio (Brescia, 1800 – Como, 2 maggio 1886) è stato un patriota e avvocato italiano.
Partecipante alle dieci giornate di Brescia, fu a capo della Congregazione Municipale durante la citata rivolta del 1849.

## Biografia
Proveniente da una nota nobile famiglia bresciana, Girolamo si laureò in legge.
Convinto sostenitore dell'indipendenza dell'Italia dal dominio austriaco, quando la città di Brescia insorse in rivolta nel 1849 venne prescelto quale capo dell'amministrazione municipale assieme all'avvocato Giuseppe Saleri nei cosiddetti "dieci giorni" di governo provvisorio.
Il 31 marzo 1849, quando ormai la sorte della città di Brescia in rivolta era segnata, Sangervasio lesse alla folla dalla loggia del palazzo municipale, l'intimazione alla resa della città emanata dal comandante austriaco Julius Jacob von Haynau, documento che venne respinto dalla popolazione con forza. A questo fatto seguì l'attacco finale per la riconquista di Brescia da parte delle truppe austriache.
Il 2 aprile, dopo aver invano richiesto al feldmaresciallo luogotenente Appel la cessazione del saccheggio del città e delle violenze sui cittadini inermi, Sangervasio dovette fuggire dalla città per evitare il suo arresto da parte della polizia austriaca.